# Joe Gelhardt
Joseph Paul Gelhardt (Liverpool, Inglaterra, 4 de mayo de 2002) es un futbolista británico que juega de delantero en el Hull City A. F. C. de la EFL Championship de Inglaterra.

## Trayectoria

#### Inicios en el ascenso inglés
Nacido en Liverpool, Joe se unió a las categorías inferiores del Wigan Athletic a los 10 años, destacándose notoriamente. A la temprana edad de 16 años, el 14 de agosto de 2018 realizó su debut profesional frente al Rotherham United por la primera ronda de la Copa de la Liga de Inglaterra. El 27 de abril de 2019 realizó su debut en Championship frente al Birmingham City y posteriormente convirtió su primer gol contra al Hull City.

#### Leeds United
El 10 de agosto de 2020 firmó un contrato por cuatro temporadas con el Leeds United de la Premier League.

## Selección nacional
Fue internacional con la selección inglesa sub-16, sub-17, sub-18 y sub-19 donde en total disputó 28 partidos y convirtió 21 goles. Desde 2021 representa a la selección sub-20.

## Estadísticas
- Último partido jugado: 8 de enero de 2023.

| Club                            | Div.          | Temporada     | Liga  | Liga  | Copas nacionales | Copas nacionales | Copas internacionales | Copas internacionales | Total | Total |
| Club                            | Div.          | Temporada     | Part. | Goles | Part             | Goles            | Part.                 | Goles                 | Part. | Goles |
| ------------------------------- | ------------- | ------------- | ----- | ----- | ---------------- | ---------------- | --------------------- | --------------------- | ----- | ----- |
| Wigan Athletic F. C. Inglaterra | 2.ª           | 2018-19       | 1     | 0     | 1                | 0                | —                     | —                     | 2     | 0     |
| Wigan Athletic F. C. Inglaterra | 2.ª           | 2019-20       | 18    | 1     | 1                | 0                | —                     | —                     | 19    | 1     |
| Wigan Athletic F. C. Inglaterra | Total club    | Total club    | 19    | 1     | 2                | 0                | 0                     | 0                     | 21    | 1     |
| Leeds United F. C. Inglaterra   | 1.ª           | 2020-21       | 0     | 0     | —                | —                | —                     | —                     | 0     | 0     |
| Leeds United F. C. Inglaterra   | 1.ª           | 2021-22       | 20    | 2     | 2                | 0                | —                     | —                     | 22    | 2     |
| Leeds United F. C. Inglaterra   | 1.ª           | 2022-23       | 14    | 0     | 3                | 0                | —                     | —                     | 17    | 0     |
| Leeds United F. C. Inglaterra   | Total club    | Total club    | 34    | 2     | 5                | 0                | 0                     | 0                     | 39    | 2     |
| Total carrera                   | Total carrera | Total carrera | 53    | 3     | 7                | 0                | 0                     | 0                     | 60    | 3     |